# Ridsport vid olympiska sommarspelen 1976
Ridsport vid olympiska sommarspelen 1976 arrangerades mellan 17 juli och 1 augusti i Bromont 85 kilometer öster om Montréal. 137 deltagare från 23 nationer gjorde upp om medaljerna i de sex grenarna.

## Medaljtabell
| Pl. | Nation       | Guld | Silver | Brons | Totalt |
| --- | ------------ | ---- | ------ | ----- | ------ |
| 1   | Västtyskland | 2    | 3      | 2     | 7      |
| 2   | USA          | 2    | 1      | 1     | 4      |
| 3   | Schweiz      | 1    | 1      | 0     | 2      |
| 4   | Frankrike    | 1    | 0      | 0     | 1      |
| 5   | Kanada       | 0    | 1      | 0     | 1      |
| 6   | Belgien      | 0    | 0      | 2     | 2      |
| 7   | Australien   | 0    | 0      | 1     | 1      |

## Medaljsammanfattning

### Dressyr
| Gren                            | Guld                                                   | Guld                                                   | Silver                                                        | Silver                                                        | Brons                                        | Brons                                        |
| ------------------------------- | ------------------------------------------------------ | ------------------------------------------------------ | ------------------------------------------------------------- | ------------------------------------------------------------- | -------------------------------------------- | -------------------------------------------- |
| Individuell dressyr detaljer    | Christine Stückelberger Schweiz                        | Christine Stückelberger Schweiz                        | Harry Boldt Västtyskland                                      | Harry Boldt Västtyskland                                      | Reiner Klimke Västtyskland                   | Reiner Klimke Västtyskland                   |
| Lagtävlingen i dressyr detaljer | Västtyskland Harry Boldt Gabriela Grillo Reiner Klimke | Västtyskland Harry Boldt Gabriela Grillo Reiner Klimke | Schweiz Christine Stückelberger Ulrich Lehmann Doris Ramseier | Schweiz Christine Stückelberger Ulrich Lehmann Doris Ramseier | USA Hilda Gurney Edith Master Dorothy Morkis | USA Hilda Gurney Edith Master Dorothy Morkis |

### Fälttävlan
| Gren                               | Guld                                                                  | Guld                                                                  | Silver                                                                     | Silver                                                                     | Brons                                                               | Brons                                                               |
| ---------------------------------- | --------------------------------------------------------------------- | --------------------------------------------------------------------- | -------------------------------------------------------------------------- | -------------------------------------------------------------------------- | ------------------------------------------------------------------- | ------------------------------------------------------------------- |
| Individuell fälttävlan detaljer    | Edmund Coffin USA                                                     | Edmund Coffin USA                                                     | John Michael Plumb USA                                                     | John Michael Plumb USA                                                     | Karl Schultz Västtyskland                                           | Karl Schultz Västtyskland                                           |
| Lagtävlingen i fälttävlan detaljer | USA Mary-Anne Tauskey Bruce Davidson John Michael Plumb Edmund Coffin | USA Mary-Anne Tauskey Bruce Davidson John Michael Plumb Edmund Coffin | Västtyskland Karl Schultz Herbert Blöcker Otto Ammermann Helmut Rethemeier | Västtyskland Karl Schultz Herbert Blöcker Otto Ammermann Helmut Rethemeier | Australien Wayne Roycroft Mervyn Bennett Bill Roycroft Denis Pigott | Australien Wayne Roycroft Mervyn Bennett Bill Roycroft Denis Pigott |

### Hoppning
| Gren                             | Guld                                                          | Guld                                                          | Silver                                                                              | Silver                                                                              | Brons                                                                        | Brons                                                                        |
| -------------------------------- | ------------------------------------------------------------- | ------------------------------------------------------------- | ----------------------------------------------------------------------------------- | ----------------------------------------------------------------------------------- | ---------------------------------------------------------------------------- | ---------------------------------------------------------------------------- |
| Individuell hoppning detaljer    | Alwin Schockemöhle Västtyskland                               | Alwin Schockemöhle Västtyskland                               | Michel Vaillancourt Kanada                                                          | Michel Vaillancourt Kanada                                                          | François Mathy Belgien                                                       | François Mathy Belgien                                                       |
| Lagtävlingen i hoppning detaljer | Frankrike Marcel Rozier Michel Roche Marc Roguet Hubert Parot | Frankrike Marcel Rozier Michel Roche Marc Roguet Hubert Parot | Västtyskland Alwin Schockemöhle Paul Schockemöhle Sönke Sönksen Hans Günter Winkler | Västtyskland Alwin Schockemöhle Paul Schockemöhle Sönke Sönksen Hans Günter Winkler | Belgien Henry-Edgar Cuepper Stanny Van Paesschen Eric Wauters François Mathy | Belgien Henry-Edgar Cuepper Stanny Van Paesschen Eric Wauters François Mathy |

Denna tabell: visa • redigera

## Fotnoter
1. 1 2 3  ”1976 The Sport”. FEI History Hub. FEI. http://history.fei.org/node/72. Läst 17 december 2014.
2. 1 2 3 4 5 6  ”Results”. FEI. http://history.fei.org/node/73. Läst 28 december 2014.